# 전쟁특수
전쟁특수(戰爭特需)는 전쟁 시 군용품이나 무기, 식량, 의약품 등 군인들이 전장에서 사용하는 필수품의 사용이 증가함에 따라 발생하는 특수(特需)이다. 교전국이 아닌 제3국이 전쟁특수를 누리는 경우가 다반사이며, 물건을 판매할 때 거두어지는 세금이 늘어나기 때문에 국고가 증대한다.

## 예시
1. 한국전쟁 당시, 참전하지 않은 일본이 한국과 가장 인접해 UN군이 일본에 주둔하면서 사용한 돈과 물자를 생산해 판매한 돈을 바탕으로 경제재건을 하였다.[1]
2. 베트남 전쟁 당시 한국이 미국에 군수물자를 공급하였으며, 이 돈과 파병 장병들의 월급 중 일부를 기반으로 경부고속도로를 건설하였다.